# Iàssenok
Iàssenok (en rus: Ясенок) és un poble de l'óblast de Lípetsk, a Rússia, que en el cens del 2010 tenia 216 habitants. Pertany al districte rural d'Izmàlkovo.